# Periplaneta basedowi
Periplaneta basedowi es una especie de cucaracha perteneciente al género Periplaneta, categorizada en la familia Blattidae, orden Blattodea.

Fue descrita por primera vez en 1904 por el entomólogo Johann Gottlieb Otto Tepper. Aparece registrada y publicada en una sección de Descriptions of some new species of Orthoptera from north-western South Australia. No. 1. Trans. R. Soc. S. Aust., 28, p. 162–167 de 1904.
Un ejemplar de la especie se conserva en el South Australian Museum, en Adelaida, Australia.

## Distribución
La especie se distribuye por Australia, en Australia Meridional.